# 第二代埃塞克斯伯爵羅伯特·德弗羅

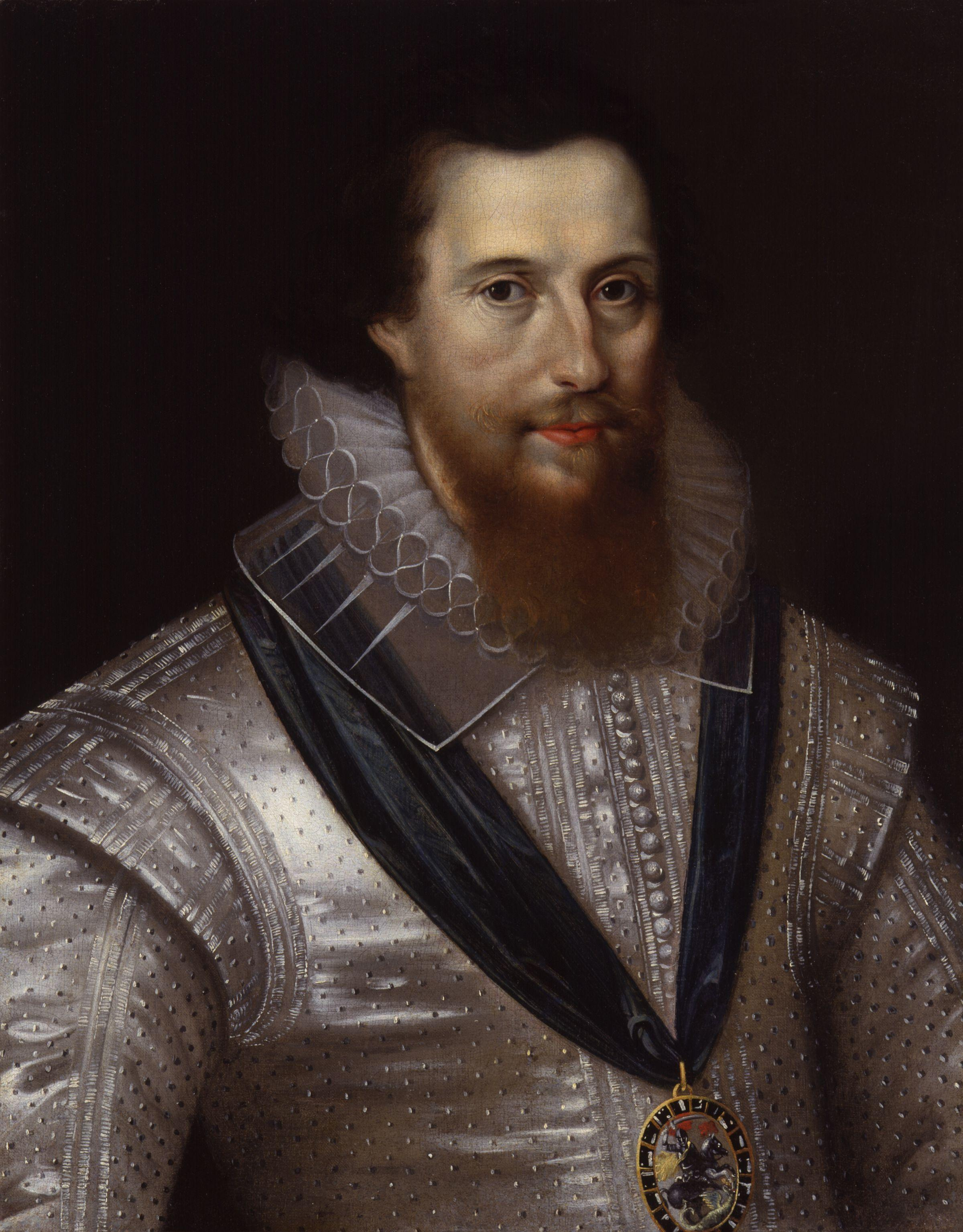
小馬庫斯·海拉特繪於約1596年

第二代埃塞克斯伯爵罗伯特·德弗罗(英語： 1565年11月10日—1601年2月25日）英国贵族、女王伊丽莎白一世的宠臣，因在爱尔兰的九年战争中惨败于1599年遭软禁。1601年，发动政变失败，被以叛国罪处决。妻子为弗朗西斯·沃尔辛厄姆的女儿弗兰西丝·伯克，儿子为第三代埃塞克斯伯爵罗伯特·德弗罗。他曾与弗朗西斯·培根交好，但后来由于他和女王关系紧张导致二人关系破裂。